# Microbotryum saponariae
Microbotryum saponariae är en svampart som beskrevs av M. Lutz, Göker, Piatek, Kemler, Begerow & Oberw. 2005. Microbotryum saponariae ingår i släktet Microbotryum och familjen Microbotryaceae.   Inga underarter finns listade i Catalogue of Life.